# Banastás
Banastás é um município da Espanha, na província de Huesca, comunidade autónoma de Aragão. Tem 4,66 km² de área e em 2021 tinha 327 habitantes (densidade: 70,2 hab./km²). Pertence à comarca de Hoya de Huesca, e limita com os municípios de Huesca, Chimillas, La Sotonera e Igriés.